# Диздар, Мерве
Мерве Диздар или Мэрвэ Диздар (тур. Merve Dizdar; род. 25 июня 1986, Измир, Турция) — турецкая актриса театра и кино. Изучала актёрское искусство в Университете 18 марта в Чанаккале, начала карьеру актрисы в театре, позже снималась в ряде телесериалов. Известна в первую очередь благодаря главной роли в фильме Нури Бильге Джейлана «О сухой траве» (2023), за которую получила приз 76-го Каннского кинофестиваля.
Диздар была замужем за Гюрханом Алтундашаром. Этот брак закончился разводом.

## Фильмография
- 2012: Голос разделяет ночь
- 2014—2016: Ящерица
- 2014: Сумасшедший класс в университете
- 2015: Пять братьев
- 2016: Вот ещё 2
- 2016—2018: Ты моя Родина
- 2017: Истории органической любви
- 2017: Семь лиц
- 2017: Лицом к лицу
- 2019: Чудо-доктор
- 2019: Очень красивые движения 2
- 2019: Одна любовь две жизни
- 2020: Война невесток
- 2020—2022: Красная комната
- 2020—2022: Квартира невинных
- 2021: Вы когда-нибудь видели светлячков?
- 2022: Эршан Кунери
- 2023: О сухой траве
- 2023: Омер